# Endrosa roscidella
Endrosa roscidella är en fjärilsart som beskrevs av Fabricius 1794. Endrosa roscidella ingår i släktet Endrosa och familjen björnspinnare. Inga underarter finns listade i Catalogue of Life.